# Kanton Castelnau-le-Lez
Kanton Castelnau-le-Lez (francouzsky Canton de Castelnau-le-Lez) je francouzský kanton v departementu Hérault v regionu Languedoc-Roussillon. Tvoří ho dvě obce.

## Obce kantonu
- Castelnau-le-Lez
- Le Crès